# Jarl Carlsson
Jarl Carlsson är en svensk låtskrivare, sångare och pianist. Han har bland annat samarbetat med Lotta Engberg, då de två 2005 lanserade albumet "Kvinna & man" tillsammans.

### Fotnoter
1. ↑  ”Svensk mediedatabas”. http://smdb.kb.se/catalog/id/001434629. Läst 9 juli 2011.